# Gran Premio motociclistico del Giappone 2004
Il Gran Premio motociclistico del Giappone 2004 corso il 19 settembre, è stato il dodicesimo Gran Premio della stagione 2004 e ha visto vincere nella MotoGP la Honda di Makoto Tamada, nella classe 250 la Honda di Daniel Pedrosa e nella classe 125 la Honda di Andrea Dovizioso.
Dopo essere stato teatro delle edizioni del Gran Premio motociclistico del Pacifico, il circuito di Motegi viene destinato ad ospitare questo Gran Premio in sostituzione del circuito di Suzuka, dopo l'incidente mortale dell'anno prima di Daijirō Katō.
La gara della classe 125 è stata interrotta dopo 8 giri a causa di un incidente. La gara è ripartita per 13 giri, con la griglia di partenza determinata dall'ordine d'arrivo della prima parte di gara. L'ordine d'arrivo della seconda parte ha determinato il risultato finale.

## MotoGP

### Arrivati al traguardo
| Pos. | Nº | Pilota            | Squadra                   | Motocicletta       | Giri | Tempo     | Griglia | Punti |
| ---- | -- | ----------------- | ------------------------- | ------------------ | ---- | --------- | ------- | ----- |
| 1º   | 6  | Makoto Tamada     | Camel Honda               | Honda RC211V       | 24   | 43:43.220 | 1       | 25    |
| 2º   | 46 | Valentino Rossi   | Gauloises Fortuna Yamaha  | Yamaha YZR-M1      | 24   | +6.168    | 3       | 20    |
| 3º   | 56 | Shin'ya Nakano    | Kawasaki Racing           | Kawasaki ZX-RR     | 24   | +13.396   | 12      | 16    |
| 4º   | 4  | Alex Barros       | Repsol Honda              | Honda RC211V       | 24   | +15.435   | 10      | 13    |
| 5º   | 33 | Marco Melandri    | Fortuna Gauloises Tech 3  | Yamaha YZR-M1      | 24   | +23.577   | 6       | 11    |
| 6º   | 15 | Sete Gibernau     | Telefonica Movistar Honda | Honda RC211V       | 24   | +27.378   | 13      | 10    |
| 7º   | 7  | Carlos Checa      | Gauloises Fortuna Yamaha  | Yamaha YZR-M1      | 24   | +35.834   | 11      | 9     |
| 8º   | 50 | Neil Hodgson      | D’Antin MotoGP            | Ducati Desmosedici | 24   | +47.976   | 17      | 8     |
| 9º   | 11 | Rubén Xaus        | D’Antin MotoGP            | Ducati Desmosedici | 24   | +49.881   | 18      | 7     |
| 10º  | 66 | Alex Hofmann      | Kawasaki Racing           | Kawasaki ZX-RR     | 24   | +56.107   | 19      | 6     |
| 11º  | 19 | Olivier Jacque    | Moriwaki WCM              | Moriwaki           | 24   | +1:21.237 | 21      | 5     |
| 12º  | 99 | Jeremy McWilliams | MS Aprilia Racing         | Aprilia RS Cube    | 24   | +1:27.683 | 20      | 4     |
| 13º  | 67 | Shane Byrne       | MS Aprilia Racing         | Aprilia RS Cube    | 23   | +1 giro   | 23      | 3     |
| 14º  | 9  | Nobuatsu Aoki     | Proton Team KR            | Proton KR5         | 23   | +1 giro   | 22      | 2     |
| 15º  | 41 | Yōichi Ui         | WCM                       | Harris WCM         | 23   | +1 giro   | 24      | 1     |

### Ritirati
| Nº | Pilota           | Squadra                   | Motocicletta       | Giri | Griglia |
| -- | ---------------- | ------------------------- | ------------------ | ---- | ------- |
| 12 | Troy Bayliss     | Ducati Marlboro           | Ducati Desmosedici | 19   | 16      |
| 17 | Norick Abe       | Fortuna Gauloises Tech 3  | Yamaha YZR-M1      | 9    | 15      |
| 72 | Tōru Ukawa       | HRC                       | Honda RC211V       | 8    | 14      |
| 10 | Kenny Roberts Jr | Suzuki MotoGP             | Suzuki GSV-R       | 0    | 8       |
| 21 | John Hopkins     | Suzuki MotoGP             | Suzuki GSV-R       | 0    | 2       |
| 3  | Max Biaggi       | Camel Honda               | Honda RC211V       | 0    | 4       |
| 45 | Colin Edwards    | Telefonica Movistar Honda | Honda RC211V       | 0    | 5       |
| 65 | Loris Capirossi  | Ducati Marlboro           | Ducati Desmosedici | 0    | 7       |
| 69 | Nicky Hayden     | Repsol Honda              | Honda RC211V       | 0    | 9       |

## Classe 250

### Arrivati al traguardo
| Pos. | Nº | Pilota             | Squadra                     | Motocicletta | Giri | Tempo     | Griglia | Punti |
| ---- | -- | ------------------ | --------------------------- | ------------ | ---- | --------- | ------- | ----- |
| 1º   | 26 | Daniel Pedrosa     | Telefonica Movistar Honda   | Honda        | 23   | 43:36.798 | 1       | 25    |
| 2º   | 24 | Toni Elías         | Fortuna Honda               | Honda        | 23   | +3.174    | 4       | 20    |
| 3º   | 73 | Hiroshi Aoyama     | Telefonica Movistar Honda   | Honda        | 23   | +15.991   | 2       | 16    |
| 4º   | 19 | Sebastián Porto    | Repsol - Aspar              | Aprilia      | 23   | +20.075   | 5       | 13    |
| 5º   | 55 | Yūki Takahashi     | Dydo Miu Racing             | Honda        | 23   | +25.450   | 6       | 11    |
| 6º   | 51 | Alex De Angelis    | Aprilia Racing              | Aprilia      | 23   | +33.451   | 7       | 10    |
| 7º   | 2  | Roberto Rolfo      | Fortuna Honda               | Honda        | 23   | +43.084   | 12      | 9     |
| 8º   | 76 | Shūhei Aoyama      | Harc-Pro                    | Honda        | 23   | +43.270   | 13      | 8     |
| 9º   | 21 | Franco Battaini    | Campetella Racing           | Aprilia      | 23   | +48.773   | 9       | 7     |
| 10º  | 6  | Alex Debón         | Wurth Honda BQR             | Honda        | 23   | +52.000   | 14      | 6     |
| 11º  | 7  | Randy de Puniet    | Safilo Carrera - LCR        | Aprilia      | 23   | +1:00.707 | 3       | 5     |
| 12º  | 78 | Yūzō Fujioka       | Endurance                   | Honda        | 23   | +1:01.472 | 15      | 4     |
| 13º  | 8  | Naoki Matsudo      | UGT Kurz                    | Yamaha       | 23   | +1:02.120 | 16      | 3     |
| 14º  | 9  | Hugo Marchand      | Freesoul Abruzzo Racing     | Aprilia      | 23   | +1:06.488 | 25      | 2     |
| 15º  | 33 | Héctor Faubel      | Grefusa - Aspar             | Aprilia      | 23   | +1:09.070 | 18      | 1     |
| 16º  | 70 | Chōjun Kameya      | Burning Blood RT            | Honda        | 23   | +1:12.091 | 17      |       |
| 17º  | 54 | Manuel Poggiali    | MS Aprilia                  | Aprilia      | 23   | +1:15.444 | 10      |       |
| 18º  | 44 | Tarō Sekiguchi     | NC World Trade              | Yamaha       | 23   | +1:17.484 | 30      |       |
| 19º  | 50 | Sylvain Guintoli   | Campetella Racing           | Aprilia      | 23   | +1:17.753 | 24      |       |
| 20º  | 79 | Katsuyuki Nakasuga | SP Tadao Racing             | Yamaha       | 23   | +1:27.294 | 28      |       |
| 21º  | 28 | Dirk Heidolf       | Grefusa - Aspar             | Aprilia      | 23   | +1:44.246 | 23      |       |
| 22º  | 36 | Erwan Nigon        | Equipe GP de France - Scrab | Aprilia      | 23   | +1:45.825 | 20      |       |

### Ritirati
| Nº | Pilota          | Squadra                     | Motocicletta | Giri | Griglia |
| -- | --------------- | --------------------------- | ------------ | ---- | ------- |
| 11 | Joan Olivé      | Campetella Racing           | Aprilia      | 22   | 26      |
| 57 | Chaz Davies     | Aprilia Germany             | Aprilia      | 20   | 19      |
| 14 | Anthony West    | Freesoul Abruzzo Racing     | Aprilia      | 18   | 8       |
| 17 | Klaus Nöhles    | Castrol-Honda Kiefer Racing | Honda        | 17   | 33      |
| 43 | Radomil Rous    | UGT Kurz                    | Yamaha       | 13   | 32      |
| 16 | Johan Stigefelt | Aprilia Germany             | Aprilia      | 12   | 29      |
| 10 | Fonsi Nieto     | Repsol - Aspar              | Aprilia      | 11   | 11      |
| 25 | Alex Baldolini  | Matteoni Racing             | Aprilia      | 6    | 31      |
| 96 | Jakub Smrž      | Molenaar Racing             | Honda        | 5    | 21      |
| 12 | Arnaud Vincent  | Equipe GP de France - Scrab | Aprilia      | 1    | 27      |

### Non partito
| Nº | Pilota        | Squadra         | Motocicletta | Griglia |
| -- | ------------- | --------------- | ------------ | ------- |
| 34 | Eric Bataille | Wurth Honda BQR | Honda        | 22      |

### Non qualificato
| Nº | Pilota         | Squadra        | Motocicletta |
| -- | -------------- | -------------- | ------------ |
| 88 | Gergő Talmácsi | NC World Trade | Yamaha       |

## Classe 125

### Arrivati al traguardo
| Pos. | Nº | Pilota             | Squadra                  | Motocicletta | Giri | Tempo     | Griglia | Punti |
| ---- | -- | ------------------ | ------------------------ | ------------ | ---- | --------- | ------- | ----- |
| 1º   | 34 | Andrea Dovizioso   | Kopron Team Scot         | Honda        | 13   | 25:52.175 | 1       | 25    |
| 2º   | 32 | Fabrizio Lai       | Metis Gilera Racing      | Gilera       | 13   | +11.082   | 12      | 20    |
| 3º   | 24 | Simone Corsi       | Kopron Team Scot         | Honda        | 13   | +11.101   | 10      | 16    |
| 4º   | 6  | Mirko Giansanti    | Matteoni Racing          | Aprilia      | 13   | +11.341   | 15      | 13    |
| 5º   | 21 | Steve Jenkner      | Rauch Bravo              | Aprilia      | 13   | +11.519   | 14      | 11    |
| 6º   | 58 | Marco Simoncelli   | Rauch Bravo              | Aprilia      | 13   | +14.491   | 11      | 10    |
| 7º   | 48 | Jorge Lorenzo      | Caja Madrid Derbi Racing | Derbi        | 13   | +25.279   | 6       | 9     |
| 8º   | 14 | Gábor Talmácsi     | Semprucci Malaguti       | Malaguti     | 13   | +25.320   | 7       | 8     |
| 9º   | 89 | Tomoyoshi Koyama   | SP Tadao Racing          | Yamaha       | 13   | +25.863   | 17      | 7     |
| 10º  | 62 | Toshihisa Kuzuhara | Angaia Racing            | Honda        | 13   | +30.172   | 24      | 6     |
| 11º  | 23 | Gino Borsoi        | Globet.com Racing        | Aprilia      | 13   | +30.432   | 13      | 5     |
| 12º  | 12 | Thomas Lüthi       | Elit Grand Prix          | Honda        | 13   | +30.562   | 19      | 4     |
| 13º  | 33 | Sergio Gadea       | Master - Repsol          | Aprilia      | 13   | +32.170   | 25      | 3     |
| 14º  | 15 | Roberto Locatelli  | Safilo Carrera - LCR     | Aprilia      | 13   | +32.949   | 2       | 2     |
| 15º  | 66 | Vesa Kallio        | Team Hungary             | Aprilia      | 13   | +41.950   | 29      | 1     |
| 16º  | 42 | Gioele Pellino     | Abruzzo Racing           | Aprilia      | 13   | +42.058   | 37      |       |
| 17º  | 67 | Suhathai Chaemsap  | Thai Honda Castrol/ERP   | Honda        | 13   | +44.536   | 31      |       |
| 18º  | 43 | Manuel Hernández   | Angaia Racing            | Aprilia      | 13   | +51.234   | 32      |       |
| 19º  | 28 | Jordi Carchano     | Matteoni Racing          | Aprilia      | 13   | +51.283   | 30      |       |
| 20º  | 16 | Raymond Schouten   | Molenaar Racing          | Honda        | 13   | +1:04.719 | 35      |       |
| 21º  | 45 | Lorenzo Zanetti    | Sterilgarda Racing       | Aprilia      | 13   | +1:11.829 | 33      |       |
| 22º  | 8  | Manuel Manna       | Semprucci Malaguti       | Malaguti     | 13   | +1:13.894 | 36      |       |
| 23º  | 9  | Markéta Janáková   | Angaia Racing            | Honda        | 13   | +1:36.250 | 38      |       |

### Ritirati
| Nº | Pilota            | Squadra                  | Motocicletta | Giri | Griglia |
| -- | ----------------- | ------------------------ | ------------ | ---- | ------- |
| 47 | Ángel Rodríguez   | Caja Madrid Derbi Racing | Derbi        | 11   | 22      |
| 64 | Shigeki Norikane  | Tec. 2 & Feel            | Yamaha       | 10   | 28      |
| 3  | Héctor Barberá    | Seedorf Racing           | Aprilia      | 8    | 4       |
| 36 | Mika Kallio       | Red Bull KTM             | KTM          | 7    | 5       |
| 52 | Lukáš Pešek       | Ajo Motorsport           | Honda        | 3    | 8       |
| 7  | Stefano Perugini  | Metis Gilera Racing      | Gilera       | 1    | 23      |
| 19 | Álvaro Bautista   | Seedorf Racing           | Aprilia      | 0    | 18      |
| 26 | Dario Giuseppetti | Elit Grand Prix          | Honda        | 0    | 26      |

### Non ripartiti
| Nº | Pilota           | Squadra        | Motocicletta | Griglia |
| -- | ---------------- | -------------- | ------------ | ------- |
| 50 | Andrea Ballerini | Abruzzo Racing | Aprilia      | 16      |
| 25 | Imre Tóth        | Team Hungary   | Aprilia      | 27      |

### Ritirati nella prima parte di gara
| Nº | Pilota         | Squadra              | Motocicletta | Giri | Griglia |
| -- | -------------- | -------------------- | ------------ | ---- | ------- |
| 63 | Mike Di Meglio | Globet.com Racing    | Aprilia      | 6    | 21      |
| 54 | Mattia Pasini  | Safilo Carrera - LCR | Aprilia      | 6    | 20      |
| 22 | Pablo Nieto    | Master - Repsol      | Aprilia      | 5    | 9       |
| 27 | Casey Stoner   | Red Bull KTM         | KTM          | 1    | 3       |
| 95 | Yuki Hatano    | Garage Racing        | Honda        | 0    | 34      |

### Non partito
| Nº | Pilota       | Squadra        | Motocicletta |
| -- | ------------ | -------------- | ------------ |
| 69 | Robbin Harms | Ajo Motorsport | Honda        |